# Nanocovax
Nanocovax là vắc-xin COVID-19 do Công ty Cổ phần Công nghệ sinh học Dược Nanogen của Việt Nam phát triển.

## Mô tả
Nanocovax là loại vắc-xin tiểu đơn vị (sử dụng protein gai tái tổ hợp của SARS-CoV-2 kết hợp với tá chất (adjuvant) là các hạt nhôm)
Phác đồ tiêm là 2 mũi, mũi thứ nhất cách mũi thứ hai 28 ngày. Vắc-xin được tiêm qua đường tiêm bắp.

## Thử nghiệm lâm sàng
Bộ Y tế Việt Nam đã đánh giá vắc-xin Nanocovax là loại vắc-xin có tiềm năng nhất, sau khi đã sản xuất thành công ở quy mô phòng thí nghiệm (PTN) và kích hoạt được phản ứng miễn dịch khi thử nghiệm với động vật.

### Tiền lâm sàng và Giai đoạn I
Nanocovax được kiểm tra tính sinh miễn dịch trên chuột nhắt trắng (SWISS và Balb/c), hamster giống Syria và khỉ. Các nghiên cứu về tính an toàn được thực hiện trên chuột nhắt, thỏ và khỉ. Nghiên cứu tiền lâm sàng cho thấy Nanocovax có tính sinh miễn dịch mạnh trên tất cả các loài được thử nghiệm. Một trong những thí nghiệm đóng vài trò quyết định để Nanocovax được cấp phép thử nghiệm lâm sàng giai đoạn 1 là thử thách với SARS-CoV-2 trên mô hình hamster. Hamster được chọn là vì loài này có thụ thể ACE-2 nên có khả năng nhiễm SARS-CoV-2 tương tự ở người trong khi chuột nhắt không có thụ thể này.  Vào thời điểm hiện tại (2021), Việt Nam không có PTN an toàn sinh học cấp 3 (ATSH-3) đủ lớn để nuôi nhốt khỉ nên thí nghiệm thử thách trên khỉ không được thực hiện.
Thí nghiệm thử thách virus sống trên mô hình chuột hamster được thực hiện tại Viện Vệ sinh Dịch tễ Trung ương để đảm bảo tính khách quan và khoa học. Hamster được chia làm 2 nhóm: tiêm vaccine và giả dược. �14 ngày sau khi các con hamster đã nhận đủ 2 liều tiêm, chúng được cho phơi nhiễm với SARS-CoV-2. Những con hamster trong nhóm chích Nanocovax không bị nhiễm bệnh trong khi các hamster nhóm giả dược đều bị nhiễm. Tiêu chí đánh giá nhiễm bệnh dựa vào xét nghiệm RT-PCR trên dịch phổi. Ngoài ra, các con chuột còn được theo dõi cân nặng và dấu hiệu sinh tồn sau phơi nhiễm. Những con chuột bị nhiễm (nhóm giả dược) bị sụt cân, xù lông, biểu hiện mệt mỏi. Thí nghiệm thử thách trên mô hình chuột hamster cho thấy Nanocovax không có nguy cơ làm tăng nguy cơ tiến triển nặng khi mắc bệnh (antibody dependent enhancement) mà ngược lại bảo vệ cá thể được tiêm trước nguy cơ mắc bệnh. Viện Vệ sinh Dịch tễ Trung ương công bố kết quả thử nghiệm Nanocovax trên chuột Hamster vào ngày 7/12/2020.
Vào ngày 17 tháng 12 năm 2020, Nanogen bắt đầu tiến hành thử nghiệm trên người đối với vắc-xin Nanocovax.
Giai đoạn I của cuộc thử nghiệm lâm sàng (sử dụng phương pháp thử nghiệm mở, tăng dần liều lượng) có sự tham gia của 60 tình nguyện viên Việt Nam khỏe mạnh nhằm đánh giá mức độ an toàn, khả năng dung nạp và đánh giá sơ bộ tính sinh miễn dịch của vắc-xin với các tình nguyện viên.

### Giai đoạn II
Vào ngày 26 tháng 2 năm 2021, công ty Nanogen bắt đầu thử nghiệm giai đoạn II tại hai tỉnh thành là Hà Nội và Long An. Giai đoạn thử nghiệm thứ hai được tiến hành theo phương pháp ngẫu nhiên, mù đôi, có sử dụng giả dược để đối chiếu. Cuộc thử nghiệm có sự tham gia của 560 tình nguyện viên khỏe mạnh nhằm đánh giá mức độ an toàn, tính sinh miễn dịch và liều lượng tối ưu của vắc-xin. Từ ngày 25 tháng 3 tới ngày 6 tháng 4, các tình nguyện viên sau khi tiêm mũi đầu tiên trong giai đoạn từ 26 tháng 2 đến 10 tháng 3 được tiêm mũi thứ hai vắc-xin Nanocovax. Một số tình nguyện viên gặp phải tác dụng phụ xung quanh chỗ tiêm, nhưng không có trường hợp nào cần can thiệp y tế.

#### Tính an toàn

##### Biến cố bất lợi theo dự kiến
Theo dõi ngày đầu tiên, biến cố bất lợi (AE) nhiều nhất là đau tại chỗ tiêm, đau nhẹ (độ 1) chiếm 23,4% (130/556) sau tiêm mũi 1 và chiếm 26,9% (149/ 554) sau tiêm mũi 2. Đau trung bình (độ 2), chiếm rất ít, chỉ 0,4% (2/556) sau tiêm mũi 1 và chiếm 1,1% (6/554) sau tiêm mũi 2. Nhạy cảm nhẹ tại chỗ tiêm chiếm 14,7% (82/556) sau tiêm mũi 1 và 14,3% (79/554) sau tiêm mũi 2. Nhạy cảm trung bình chiếm 4% (22/556) sau tiêm mũi 1 và 3,8% (21/554) sau tiêm mũi 2.
Biến cố độ nặng (độ 3) được ghi nhận là "đau tại chỗ tiêm", gặp ở 1 đối tượng sau tiêm mũi 2, chiếm 0,2% (1/554) và "đỏ tại chỗ tiêm’, gặp ở 2 đối tượng (2/554) sau tiêm mũi 2. Các biến cố chủ yếu xảy ra trong 2 ngày sau tiêm, giảm dần mức độ và hầu như hết sau 7 ngày sau tiêm sản phẩm nghiên cứu (SPNC).
So với các vắc xin đã cấp phép, như vắc xin Moderna, tỷ lệ đau khá cao, chiếm 86,9% (9908/11406) sau tiêm mũi 1 và 899% (9873/10985) sau tiêm mũi 2. Vắc xin Astrazeneca, có tỷ lệ đau (không sử dụng paracetamol) là 67%.
Về biến cố bất lợi toàn thân, một số đối tượng mệt mỏi sau tiêm, chiếm 9,4% (52/556) sau tiêm mũi 1 và 8,3% (46/554) sau tiêm mũi 2. Mệt mỏi giảm dần từng ngày, hết sau khoảng 7 ngày sau tiêm. Mệt mỏi cũng gặp ở 70% đối tượng tiêm vắc xin AstraZeneca (không sử dụng paracetamol).
Biến cố "sốt" xảy ra ở tương đối ít đối tượng, sốt nhẹ chiếm 0,2% (1/556) sau tiêm mũi 1 và 1,1% (6/554) sau tiêm mũi 2. Có 1 đối tượng sốt cao, độ 3 chiếm 0,2% (1/556), xảy ra từ ngày 1 đến ngày 5 sau tiêm mũi 2. So với vắc xin Moderna, sốt độ 3 sau tiêm mũi 1 là <0,1% (10/11406) và 1,7% (184/11406) sau tiêm mũi 2; sốt độ 4 là < 0,1 (4/11406) sau tiêm mũi 1 và 0,1% (12/11406) sau tiêm mũi 2. Tỷ lệ sốt gặp ở vắc xin AstraZeneca là 18% sốt độ 1 và 2% sốt độ 3.

##### Biến cố bất lợi ngoài dự kiến
Trong nghiên cứu giai đoạn II, tỷ lệ đối tượng có bất kỳ biến cố bất lợi ngoài dự kiến sau tiêm vắc xin và giả dược là 157/560 trường hợp, tương ứng với 28%. Tỷ lệ bị bất kỳ biến cố bất lợi giữa các nhóm tiêm vắc xin là tương đương nhau với tỷ lệ tương ứng nhóm liều 25 mcg (30,4%), 50 mcg (27,5%), 75 mcg (23,3%) và nhóm giả dược (33,8%). Đa phần các biến cố bất lợi ngoài dự kiến là nhẹ và vừa.
Khi so sánh tỷ lệ AE ngoài dự kiến chung của nhóm tiêm vắc xin và giả dược, thì tỷ lệ của 2 nhóm cũng tương đồng với nhau, với tỷ lệ tương ứng là 130/480 (27,1%) của nhóm tiêm vắc xin so với 27/80 (33,8%) của nhóm tiêm giả dược. So với các vắc xin khác, có tương tự tỷ lệ biến cố bất lợi ngoài dự kiến, như vắc xin của Moderna, xảy ra trong vòng 28 ngày sau tiêm được báo cáo là 23,9% số người tham gia (n=3632) được tiêm vắc xin và 21,6% số người tham gia (n=3277) được tiêm giả dược.
Như vậy, đối với các biến cố bất lợi ngoài dự kiến, không có mối quan tâm đáng kể nào về biến cố bất lợi ngoài dự kiến của tất cả các liều vắc xin, và tỷ lệ tương đồng với nhóm giả dược và tương tự như các vắc xin đã cấp phép.
Giai đoạn 2 ghi nhận 5 biến cố bất lợi nghiêm trọng (SAE), nhưng 4 biến cố không liên quan đến sản phẩm nghiên cứu và 1 biến cố dự phòng phản vệ độ 1, có thể liên quan đến SPNC. Trong 5 biến cố bất lợi nghiêm trọng thì: 2 biến cố thuộc nhóm 50 mcg, 2 biến cố thuộc nhóm 25 mcg, 1 biến cố thuộc nhóm giả dược và không có biến cố nào thuộc nhóm 75 mcg. Các bất thường xét nghiệm thường gặp bao gồm tăng đường huyết và tăng bạch cầu, đa số không liên quan đến sản phẩm nghiên cứu.
Tóm lại, dựa trên dữ liệu nghiên cứu 560 đối tượng của giai đoạn 2, vắc xin đạt các chỉ số về tính an toàn, các biến cố bất lợi chủ yếu mức độ nhẹ và hồi phục vài ngày sau tiêm.

#### Tính sinh miễn dịch
Đáp ứng sinh miễn dịch dựa vào xét nghiệm định lượng Anti-S IgG, hoạt tính trung hoà, phản ứng trung hòa giảm đám hoại tử (PRNT) với virus SARS-CoV-2 sống và đáp ứng miễn dịch qua trung gian tế bào.
Trung bình nhân của hàm lượng kháng thể (GMC) anti-S IgG được đánh giá bằng bộ kit cPass™ SARS-CoV-2 Neutralization Antibody Detection Kit (L00847-C) của Genscript và kết quả được quy đổi theo đơn vị chuẩn BAU/ml được quy định bởi tổ chức Y tế Thế giới (WHO).
GMC của anti S- IgG của cả 3 liều vắc xin Nanocovax tăng dần từ D0 đến D35 và tăng cao nhất ở D42. Tại ngày 35, GMC anti S- IgG của Nanocovax 25 mcg và 50 mcg tương đương nhau lần lượt là 147,8 BAU/ml và 204,5 BAU/ml, trong khi đó Nanocovax 75 mcg (284,3 BAU/ml) cao hơn có ý nghĩa thống kê so với Nanocovax 25 mcg, và cao vượt trội so với placebo (6.33 BAU/ml). Tại ngày 42, GMC của liều 25 mcg là 1318,5 BAU/ml, cao hơn liều 50 mcg là 1070,6 BAU/ml và liều 75 mcg là 1246.5 BAU/ml. Tuy vậy, sự khác biệt không có ý nghĩa thống kê. Đến ngày thứ 90, GMC của anti-S IgG của các nhóm liều 25 mcg, 50 mcg, 75 mcg giảm xuống tương ứng với 354,5, 342,9 và 394,1 BAU/ml, nhưng vẫn cao hơn mức IgG của nhóm phục hồi sau nhiễm Covid-19 (154,8 BAU / ml). Mức anti-S IgG của nhóm giả dược vào các ngày 42 và 90 lần lượt là 6,28 và 6,28 BAU/ml.
Trung bình nhân mức tăng (GMFR) của kháng thể anti-S IgG được định nghĩa là mức tăng GMC tại một thời điểm nhất định so với giá trị GMC ban đầu tại ngày 0 của cùng một nhóm. GMFR của các nhóm Nanocovax 25 mcg, 50 mcg, 75 mcg tại ngày 35 lần lượt là 25,7, 34,7 và 49,8 lần. Vào ngày thứ 42, GMFR của các nhóm tương ứng này là 229,0, 181,8 và 218,3 lần. Đến ngày thứ 90, GMFR của các nhóm được tiêm chủng giảm xuống 61,54, 58,21 và 69,01. Trong khi đó, GMFR của nhóm giả dược vào các ngày 35, 42 và 90 lần lượt là 1,05, 1,04 và 1,04 lần, không có kháng thể được sinh ra ở nhóm giả dược.
Tỷ lệ chuyển đổi huyết thanh được xác định là GMFR> 4. Dựa trên GMFR của kháng thể anti-S IgG, tỷ lệ chuyển đổi huyết thanh của các nhóm Nanocovax 25 mcg, 50 mcg và 75 mcg vào ngày 35 là 84%, 84% và 85%. Vào ngày thứ 42, tỷ lệ chuyển đổi huyết thanh của các nhóm tương ứng này là 100%, 99% và 100%. Đến ngày thứ 90, tỷ lệ chuyển đổi huyết thanh vẫn còn rất cao ở các nhóm vắc xin: 100%, 100% và 99,4%.
Hoạt tính trung hòa vi rút (sVNT) được thể hiện là tỷ lệ ức chế trung bình (%). Cho đến ngày 28 (trước khi tiêm vắc xin thứ 2), hoạt tính trung hoà vi rút của tất cả các nhóm đều dưới giá trị giới hạn là 30%. Ở ngày thứ 35, tỷ lệ ức chế trung bình của các nhóm Nanocovax 25 mcg, 50 mcg, 75 mcg và giả dược lần lượt là 58,5%, 63,8%, 70,2% và 11,1%. Ở ngày thứ 42, tỷ lệ ức chế trung bình tương ứng của các nhóm là 87,5%, 86,4%, 87,1% và 10,8%. Đến ngày 90, sVNT tương ứng là 72,7%, 74,2%, 74,4 và 19,1%. Trong khi đó, tỷ lệ ức chế trung bình của các mẫu hồi phục sau nhiễm Covid-19 là 61,1%. Các mẫu huyết thanh có hoạt tính trung hoà cao hơn 30% được coi là đạt chuẩn với sVNT. Theo đó, ở ngày thứ 35, tỷ lệ đạt chuẩn sVNT của các nhóm Nanocovax 25 mcg, 50 mcg, 75 mcg và giả dược lần lượt là 80,4%, 82,4%, 86,7% và 1,3%. Vào ngày thứ 42, tỷ lệ đạt chuẩn sVNT tương ứng của các nhóm là 100%, 100%, 99,4% và 1,3%. Đến ngày 90, tỷ lệ đạt chuẩn sVNT có giảm nhẹ nhưng vẫn duy trì ở mức cao, tương ứng là 94,9%, 96,8%, 94,9% và 1,52%.
Mức độ kháng thể trung hòa được đánh giá bằng thử nghiệm trung hòa giảm mảng bám với độ pha loãng ức chế lớn hơn 50% (PRNT50) và được biểu thị bằng trung bình nhân hiệu giá kháng thể (GMT). Hiệu giá kháng thể trung hoà được định nghĩa là mức độ pha loãng của huyết thanh mà tại đó vẫn ức chế được 50% sự phát triển của vi rút. 112 mẫu huyết thanh của các nhóm Nanocovax 25 mcg, 50 mcg, 75 mcg và giả dược được chọn ngẫu nhiên để thực hiện PRNT50 trên chủng gốc (Vũ Hán) và biến thể Alpha. Vào ngày 35, GMT của các nhóm Nanocovax 25 mcg, 50 mcg, 75 mcg lần lượt là 20,9, 22,5 và 33,6 lần. Vào ngày 42, GMT tương ứng của các nhóm tiêm vắc xin là 89,2, 80,0 và 95,1 và cao hơn xấp xỉ 1,5 lần so với GMT của các mẫu bệnh nhân Covid-19 hồi phục (55,1). Trong khi đó, GMT của nhóm giả dược ở ngày 35 và 42 là 5 (thấp hơn một nửa so với giới hạn phát hiện). Trong số 112 mẫu huyết thanh (ở ngày thứ 42) được thử nghiệm trên chủng Vũ Hán, một tập hợp con gồm 21 mẫu được chọn ngẫu nhiên để đánh giá hiệu giá trung hòa trên biến thể Alpha (B.1.1.7). GMT trong nhóm Nanocovax 25 mcg, 50 mcg, 75 mcg trên biến thể Alpha là 35,6, 56,57 và 40, giảm gần 1,9 lần so với chủng ban đầu.
Đối với đáp ứng miễn dịch qua trung gian tế bào, 84 mẫu lưu của người tham gia được chọn ngẫu nhiên (28 mẫu đối với mỗi nhóm vắc xin và 14 mẫu đối với nhóm giả dược) để đánh giá đáp ứng miễn dịch trên tế bào Th1 và Th2. Kết quả cho thấy không có sự khác biệt trong phản ứng của tế bào Th1 giữa các nhóm tiêm vắc xin và giả dược. Điều này phù hợp với bản chất của tá dược nhôm là được thiết lập để cho cảm ứng phản ứng Th2. Đánh giá cụ thể hơn của đáp ứng miễn dịch tế bào sẽ được tiếp tục thực hiện trong giai đoạn III của nghiên cứu lâm sàng.
Như vậy,từ các kết quả về tính an toàn và sinh miễn dịch, liều Nanocovax 25 mcg là liều thấp nhất, đạt được cả tiêu chí an toàn và sinh miễn dịch, được đề xuất lựa chọn để tiếp tục thực hiện nghiên cứu giai đoạn III.

### Giai đoạn III
Theo đề cương được phê duyệt, giai đoạn III của vắc-xin Nanocovax được bắt đầu vào ngày 11/06/2021, tại các tỉnh Hưng Yên, Long An, và Tiền Giang. Việc thực hiện nghiên cứu giai đoạn III do hai trung tâm nghiên cứu là Học viện quân Y, Hà Nội và Viện Pasteur Thành phố Hồ Chí Minh tiến hành. Giai đoạn III tiêm thử nghiệm vắc-xin Nanocovax nhằm đánh giá yếu tố hiệu lực bảo vệ của vắc-xin đối với cộng đồng và được thực hiện với 13.000 người; chỉ thực hiện tiêm nhóm liều duy nhất 25 mcg và nhóm tiêm giả dược đối chứng. Giai đoạn 3 chia làm 2 pha là pha 3a và pha 3b.
Đến ngày 18/9, Hội đồng đạo đức trong nghiên cứu y sinh học quốc gia đã họp đánh giá kết quả giữa kỳ thử nghiệm lâm sàng giai đoạn 3 với vắc-xin Nanocovax, kết quả nghiên cứu tính đến ngày 2/9/2021.

#### Tính an toàn
Các phát hiện về mặt an toàn trong nghiên cứu giai đoạn 3 tính đến thời điểm cắt dữ liệu phân tích nghiên cứu phù hợp với các phát hiện về an toàn của Nanocovax 25 mcg trong các nghiên cứu giai đoạn I, II và tiếp tục cung cấp các minh chứng ủng hộ cho hồ sơ an toàn của Nanocovax 25 mcg.
Không ghi nhận tử vong liên quan tới vắc xin. Ghi nhận một trường hợp phản vệ độ 2 dẫn đến việc dừng và rút đối tượng khỏi nghiên cứu được đánh giá là có thể có liên quan đến sản phẩm nghiên cứu. Các biến cố bất lợi nghiêm trọng còn lại phân bố đều cho cả nhóm vắc xin và nhóm giả dược và được đánh giá là không liên quan đến sản phẩm nghiên cứu. Các biến cố bất lợi nghiêm trọng này đều hồi phục sau can thiệp y khoa.
Tỷ lệ có biến cố bất lợi ngoài dự kiến ở nhóm tiêm vắc xin và giả dược đều ở mức thấp (xấp xỉ 1%). Các biến cố bất lợi ngoài dự kiến được phân bố đều vào hai nhóm.
Các biến cố bất lợi tại chỗ và toàn thân trong dự kiến (60 phút sau tiêm và 7 ngày sau tiêm) xuất hiện với tần suất xấp xỉ nhau trong cả nhóm Nanocovax 25 mcg và nhóm giả dược. Cụ thể, tỉ lệ giữa vắc xin và giả dược trong các biến cố bất lợi tại chỗ: đau tại vị trí tiêm (40.7% vs 40.3%), nhạy cảm đau (26.7% vs 26.4%), sưng tại chỗ tiêm (0.8% vs 0.9%), đỏ tại chỗ tiêm (1% vs 1.2%); ngứa tại chỗ tiêm (4.7% and 5%). Các biến cố bất lợi toàn thân bao gồm: mệt mỏi (23, 7% vs 24.6%), đau đầu (16% vs 17.2%), đau cơ (15.6% vs 17.6%), đau khớp (10% vs 10.7%), nôn/buồn nôn (2.9% vs 2.8%), tiêu chảy (3.1% vs 3.3%), sốt (3% vs 3.4%).
Phần lớn các biến cố bất lợi tại chỗ và toàn thân trong dự kiến xuất hiện ở nhóm Nanocovax 25 mcg và giả dược ở mức độ nhẹ và trung bình, xuất hiện trong khoảng 7 ngày đầu sau tiêm, hầu hết không cần can thiệp điều trị và hồi phục hoàn toàn.
Các biến cố bất lợi tại chỗ và toàn thân gặp phải là các phản ứng thường gặp như với các loại vắc xin đã được phép lưu hành khác. Số lượng, tần suất và mức độ của các biến cố bất lợi trong dự kiến trong 60 phút, 7 ngày sau tiêm giữa nhóm sử dụng Nanocovax 25 mcg và nhóm sử dụng giả dược là tương đương. 
Các biến cố bất lợi cần quan tâm bao gồm các bệnh lý viêm, các đợt cấp của bệnh lý nền mạn tính và bệnh tự miễn xuất hiện với tần suất thấp, phân bố đều cho cả hai nhóm.
Như vậy, về tính an toàn, vắc-xin Nanocovax đạt yêu cầu về tính an toàn trong ngắn hạn dựa trên dữ liệu báo cáo kết quả giữa kỳ thử nghiệm lâm sàng giai đoạn III tính đến thời điểm cắt dữ liệu phân tích (30/8/2021) (kết quả theo dõi 7 ngày sau tiêm mũi 1 của 11.430 người tình nguyện; kết quả theo dõi 7 ngày sau tiêm mũi 2 của 5.785 người tình nguyện).

#### Tính sinh miễn dịch
Tính sinh miễn dịch của vắc xin nghiên cứu được đánh giá trên bộ phân tích tính sinh miễn dịch (pha 3a) bao gồm các đối tượng nghiên cứu có mẫu máu đánh giá được tính sinh miễn dịch tại thời điểm trước nghiên cứu và có ít nhất một mẫu máu tại thời điểm sau tiêm mũi 1 đánh giá được tính sinh miễn dịch. Tại thời điểm cắt số liệu là ngày 02/09/2021, các dữ liệu miễn dịch bao gồm: dữ liệu sinh miễn dịch tại ngày 0: 1003 kết quả Anti-S IgG, 7 kết quả PRNT, 84 kết quả T Cell và 198 mẫu xét nghiệm kháng thể trung hòa virus (sVNT); dữ liệu sinh miễn dịch tại ngày 42: 925 kết quả anti-S IgG, 65 kết quả PRNT, 77 kết quả T Cell và 897 mẫu xét nghiệm sVNT.

##### Hàm lượng kháng thể anti-S IgG
Ở nhóm tiêm vắc xin, trung bình nhân nồng độ (GMC) Anti-S IgG tăng từ 5,7 BAU/ml trước nghiên cứu lên 1254,73 BAU/ml vào ngày 42 sau tiêm mũi 1. Ở nhóm tiêm giả dược, nồng độ Anti-S IgG thay đổi không đáng kể khi so với thời điểm trước nghiên cứu, lần lượt là 6,1 BAU/ml và 5,9 BAU/ml vào các ngày 0 và 42.
Khi phân tích theo từng nhóm đối tượng nghiên cứu có/không có kháng thể Anti-S IgG tại thời điểm D0 trước nghiên cứu (Anti-S IgG trước nghiên cứu ≥ 1 U/ml được coi là có kháng thể), kết quả cho thấy ở nhóm không có kháng thể nền tại thời điểm D0: các đối tượng tiêm vắc xin có GMC Anti-S IgG đạt 1253,99 BAU/ml trong khi ở nhóm tiêm giả dược chỉ đạt mức 5,56 BAU/ml. Ở nhóm có kháng thể nền tại thời điểm D0: có 11 trường hợp, chỉ số GMC Anti-S IgG đạt 1198,73 BAU/ml, các đối tượng tiêm giả dược chỉ đạt mức 40,71 BAU/ml.
Phân tích theo nhóm tuổi, kết quả cho thấy GMC của Anti – S IgG giảm dần theo lứa tuổi, từ 18 đến 45 tuổi, 46 đến 60 tuổi và trên 60 tuổi, lần lượt là 1525,78 BAU/ml; 983,88 BAU/ml và 908,79 BAU/ml.

##### Mức tăng hàm lượng kháng thể anti-S IgG
Trung bình nhân mức tăng Anti-S IgG (tính bằng lần) tại ngày 42 so với thời điểm trước nghiên cứu, được tính bằng giá trị xét nghiệm Anti-S IgG sau nghiên cứu chia cho trước nghiên cứu; do vậy với các đối tượng nghiên cứu không có một trong hai giá trị trước hoặc hoặc sau nghiên cứu, mức tăng Anti-S IgG sẽ không được tính toán. Kết quả cho thấy, sau tiêm vắc xin Nanocovax 25 mcg trung bình nhân mức tăng Anti-S IgG đạt 218,93 lần. Trong khi đó, ở nhóm tiêm giả dược hầu như không thay đổi so với ngày 0.
Phân tích riêng theo nhóm các đối tượng nghiên cứu có/không có kháng thể Anti-S IgG tại thời điểm trước nghiên cứu (Anti-S IgG trước nghiên cứu ≥ 1 U/ml được coi là có kháng thể) cho thấy: ở nhóm không có kháng thể nền tại thời điểm D0: sau tiêm 2 mũi vắc xin và tại thời điểm D42, trung bình nhân mức tăng đạt 225,89 lần trong khi ở nhóm tiêm giả dược hầu như không thay đổi. Ở nhóm có kháng thể nền tại thời điểm D0: sau tiêm 2 mũi vắc xin và tại thời điểm D42, trung bình nhân mức tăng đạt 23,84 lần, trong khi ở nhóm tiêm giả dược hầu như không thay đổi.

##### Tỉ lệ chuyển đổi huyết thanh
Theo quy ước quốc tế và theo một số các nghiên cứu về vắc xin (không phải vắc xin phòng COVID-19) có mức ngưỡng hiệu giá kháng thể bảo vệ, tỷ lệ chuyển đảo huyết thanh được định nghĩa là: nếu trước tiêm, mẫu huyết thanh có nồng độ hiệu giá kháng thể dưới ngưỡng phát hiện hoặc dưới 1/10 của độ pha loãng huyết thanh thì sau tiêm phải đạt ít nhất trên ngưỡng hiệu giá kháng thể bảo vệ; nếu trước tiêm, mẫu huyết thanh có nồng độ hiệu giá trên ngưỡng phát hiện thì sau tiêm phải đạt ít nhất trên ngưỡng hiệu giá kháng thể bảo vệ và phải tăng ít nhất 4 lần so với trước tiêm. Với các vắc xin phòng COVID-19 hiện nay chưa có sự thống nhất toàn cầu về ngưỡng nồng độ kháng thể gắn kết cũng như hiệu giá kháng thể bảo vệ.
Theo quy ước quốc tế, chuyển đối huyết thanh với ngưỡng tăng ít nhất 04 lần thường được sử dụng. Với kết quả phân tích các đối tượng pha 3a, ở nhóm tiêm vắc xin, tỷ lệ có chuyển đảo huyết thanh đạt 99,2%. Bên cạnh đó, nếu xác định tỉ lệ chuyển đổi huyết thanh với ngưỡng tăng lần lượt là 100 lần và 150 lần, tỷ lệ đối tượng có chuyển đổi huyết thanh ở nhóm tiêm Nanocovax lần lượt là 70,8% và 60,1%.
Như vậy, với kỳ vọng nhóm tiêm vắc xin có tỷ lệ chuyển đổi huyết thanh đạt trên 70% thì mức tăng của nồng độ kháng thể Anti-S-IgG phải tăng ít nhất 100 lần giữa trước và sau tiêm, tương ứng với ngưỡng điểm cắt của nồng đồ kháng thể Anti-S-IgG phải đạt ít nhất 579,88 BAU/ml. Tương tự, với kỳ vọng đạt ít nhất 60% tỷ lệ các đối tượng sau tiêm 2 mũi vắc xin có chuyển đổi huyết thanh, ngưỡng điểm cắt của nồng đồ kháng thể Anti-S-IgG phải đạt ít nhất 356,21 BAU/ml.

##### Kháng thể trung hòa
Lượng kháng thể trung hòa tạo ra bởi vắc xin Nanocovax được đánh giá bằng phương pháp đánh giá mức độ giảm của đám rối hoại tử (Plaque Reduction Neutralization Test hay PRNT). Tế bào cảm nhiễm VERO E6 với SARS-CoV-2 được nuôi đạt độ bao phủ 90% bề mặt đĩa nuôi. Một lượng virus nhất định sẽ được trộn cùng thể tích với huyết thanh của người tình nguyện (đã chích vắc xin/giả dược) sau đó đem ủ với tế bào VERO. Sau vài ngày, các tế bào chết bởi virus sẽ tạo thành các đám rối hoại tử, có thế quan sát được dưới kính hiển vi. Huyết thanh của người tiêm vắc xin chứa kháng thể đặc hiệu với virus sẽ ngăn chặn hiện tượng tạo đám rối hoại tử. Kháng thể trung hòa được định lượng bằng cách pha loãng nhiều bậc, bậc sau loãng hơn bậc trước 2 đến 3 lần, cho tới khi không còn khả năng trung hòa được virus. Bậc pha loãng cao nhất còn trung hòa được trên 50% virus sẽ được ghi nhận là hiệu giá kháng thể trung hòa (neutralizing antibody titer) 50% hay PRNT50.
Dựa theo báo cáo tiến độ pha 3 Nanocovax cắt dữ liệu vào ngày 30/08/2021, chỉ số PRNT50 của Nanocovax trên các chủng Vũ Hán (chủng gốc), Anh (B.1.1.7), và Ấn Độ (B.1.167.2) là 57.0, 36.2 và 29.6 vào ngày 42 (phác đồ tiêm là mũi 1 vào ngày 0/ mũi 2 vào ngày 28). Một số mẫu chưa được đánh giá chính xác hiệu giá kháng thể trung hòa (PRNT50 > 320) nên dự kiến lượng kháng thể trung hòa sẽ cao hơn khi có số liệu đầy đủ.
Một số lưu ý về định lượng kháng thể trung hòa
Các phương pháp định lượng kháng thể trung hòa đều dựa trên việc nuôi cấy tế bào cảm nhiễm và ủ với virus sống. Có sự khác biệt về điều kiện nuôi cấy tế bào, lượng virus đem ủ, thời gian ủ và cách đọc giữa từng phòng thí nghiệm. Kết quả PRNT thực hiện bởi 2 phòng thí nghiệm khác nhau trên cùng 1 mẫu có thể khác biệt tới hơn 10 lần (bảng 7 tài liệu tham khảo). Do đó, không thể so sánh chỉ số trung bình nhân PRNT50 của các vắc xin khác nhau trừ khi các vắc xin này cùng nằm trong 1 nghiên cứu. Để so sánh tương đối lượng kháng thể trung hòa giữa các vắc xin, người ta dùng huyết thanh của người mắc và khỏi bệnh tự nhiên hay còn gọi là phương pháp "bắc cầu miễn dịch". Tuy nhiên phương pháp này cũng có giới hạn của nó. Những người mắc bệnh nhẹ thường có lượng kháng thể trung hòa thấp trong khi những người bệnh nặng sẽ cao hơn. Do đó, nhóm khỏi bệnh phải bao gồm đầy đủ những ca mắc bệnh nhẹ, vừa và nặng thì việc so sánh với vắc xin mới có ý nghĩa.
Có nhiều phương pháp khác nhau để đánh giá lượng kháng thể trung hòa. Phương pháp PRNT dựa trên đám rối hoại tử trong khi phương pháp MNA (micro-neutralization assay) lại dựa trên hình thái bệnh học tế bào (cytopathic effect). Ngoài ra, dùng SARS-CoV-2 đòi hỏi phải có hệ thống phòng thí nghiệm an toàn sinh học cấp 3 nên nhiều nghiên cứu vắc xin dùng virus giả (pseudo-virus) biểu hiện kháng nguyên gai (Spike) của SARS-CoV-2.

##### Hiệu quả bảo vệ
Đến thời điểm 17/9/2021, vẫn chưa có đủ dữ liệu để đánh giá trực tiếp hiệu lực bảo vệ của ứng viên vắc-xin Nanocovax dựa trên số trường hợp mắc COVID-19 trong nghiên cứu. Do đó, ước tính hiệu lực bảo vệ của vắc-xin Nanocovax được đánh giá dựa vào kết quả đánh giá sinh miễn dịch của nhóm tiêm vắc-xin Nanocovax và nhóm hồi phục (convalescence). Theo đó, nồng độ kháng thể trung hòa của nhóm tiêm Nanocovax cao hơn nhóm hồi phục, với hiệu quả bảo vệ ước lượng khoảng 90%, dựa trên mô hình tiên lượng hiệu quả bảo vệ của Khoury và cộng sự. Hàm lượng Anti-S IgG (kháng thể) sau 3 tháng tiêm vắc-xin Nanocovax vẫn còn cao hơn so với hàm lượng kháng thể của nhóm phục hồi. Ngoài ra so sánh kết quả xét nghiệm miễn dịch trên nhóm mắc COVID-19 đã hồi phục do nhóm nghiên cứu Viện Pasteur TP.HCM thực hiện với kết quả miễn dịch sau tiêm vắc-xin Nanocovax, cũng như so sánh kết quả miễn dịch của một số vắc xin khác đã được công bố cho thấy vắc-xin Nanocovax có hiệu quả tốt trong việc phòng chống COVID-19..
Đến thời điểm 29/12/2021, Nanocovax đã có đủ dữ liệu để đánh giá hiệu quả bảo vệ trực tiếp, và đã nộp hồ sơ để Hội đồng đạo đức trong nghiên cứu y sinh quốc gia họp lần thứ 3 và đánh giá hiệu lực bảo vệ qua thử nghiệm lâm sàng vắc xin Nanocovax. Theo đó, hiệu lực của vắc xin trong nhóm người tình nguyện tiêm vắc xin, tương tự các vắc xin ngừa COVID-19 khác, hiệu lực bảo vệ của vắc xin Nanocovax cũng giảm dần theo thời gian: ngày 42-90 sau tiêm hiệu lực bảo vệ đạt 86,7%, 120 ngày sau tiêm đạt 78,50%, ngày 180 sau tiêm đạt 51,60%. Tính chung toàn thời gian, hiệu lực bảo vệ của Nanocovax (liều tiêm 25 mcg) đạt 52,1%, đạt tiêu chuẩn cấp phép lưu hành theo chuẩn của Tổ chức Y tế thế giới (WHO) và FDA Hoa Kỳ.
Báo cáo của nhóm nghiên cứu cũng cho biết hầu hết các ca COVID-19 trong nhóm đã tiêm vắc xin Nanocovax đều ở mức độ nhẹ, trong khi ở nhóm đối chứng có nhiều ca ở mức nặng. Qua thử nghiệm giai đoạn 2 và 3, hiệu lực bảo vệ khỏi diễn biến nặng của vắc xin là 92%. Hiệu lực bảo vệ khỏi tử vong là 100%.

#### Tình trạng hiện tại
Trên cơ sở hồ sơ nộp ngày 15/9, cập nhật ngày 17/9, sau khi nghe báo cáo, ý kiến của các thành viên, Hội đồng đạo đức trong nghiên cứu y sinh học quốc gia thống nhất kết luận ước tính hiệu quả bảo vệ của ứng viên vaccine Nanocovax dựa trên dữ liệu về tính sinh miễn dịch của vaccine nghiên cứu bảo đảm tính khoa học, để chuyển hồ sơ tới Hội đồng Tư vấn cấp giấy đăng ký thuốc, nguyên liệu làm thuốc xem xét.
Về đề xuất xem xét cấp giấy đăng ký lưu hành cấp bách có điều kiện vaccine Nanocovax, Hội đồng đạo đức trong nghiên cứu y sinh học quốc gia thống nhất về việc sử dụng các kết quả nghiên cứu thử nghiệm lâm sàng tính đến thời điểm đánh giá kết quả giữa kỳ giai đoạn III, gửi Thường trực Hội đồng Tư vấn cấp giấy đăng ký thuốc, nguyên liệu làm thuốc xem xét.
Sáng 29/10, tại hội thảo tuyên truyền thực hiện Nghị quyết số 128/NQ-CP của Chính phủ ban hành quy định tạm thời "Thích ứng an toàn, linh hoạt, kiểm soát hiệu quả dịch COVID-19", thứ trưởng Bộ Y tế Đỗ Xuân Tuyên cho rằng, vắc xin Nanocovax đã thử nghiệm lâm sàng giai đoạn III, đã thông qua Hội đồng Đạo đức và đang chuyển sang Hội đồng Tư vấn cấp giấy đăng ký thuốc, nguyên liệu làm thuốc xem xét, cấp phép. Hội đồng cấp phép sau khi khi xem xét hồ sơ của phía vắc xin Nanocovax đã yêu cầu đơn vị sản xuất vắc xin cần cung cấp đủ hồ sơ để hội đồng tiếp tục nghiên cứu.
Lý giải nguyên nhân quy trình cấp phép chậm, ông Nguyễn Thiện Nhân, nguyên Bí thư Thành ủy TP.HCM, đại biểu Quốc hội TP.HCM, cho biết trước ngày 11/11, Bộ Y tế chưa hướng dẫn đánh giá tính an toàn, hiệu quả bảo vệ của vaccine ở giữa giai đoạn III. Do đó, các đơn vị đã báo cáo số liệu nhưng chưa có hướng dẫn đánh giá nên phải chờ. "Đến 11/11, Bộ Y tế đã ban hành văn bản đánh giá hiệu quả an toàn của vaccine trong giai đoạn III. Mong Bộ Y tế sớm xem xét vì điều kiện đã đủ. Sớm ngày nào tốt ngày đó vì có vaccine này mới phủ nhanh cả nước được. Kinh nghiệm thế giới là sau 6 tháng phải tiêm liều 3", ông Nhân nói trong hội nghị tiếp xúc trực tuyến giữa tổ đại biểu Quốc hội TP.HCM đơn vị 6 với cử tri quận Bình Tân sau kỳ họp thứ 2 - Quốc hội khóa XV chiều ngày 18/11/2021.
Đến ngày 29/12/2021, Hội đồng đạo đức trong nghiên cứu y sinh quốc gia đã họp lần thứ 3 để đánh giá hiệu lực bảo vệ trực tiếp qua thử nghiệm lâm sàng vắc xin Nanocovax. Tại phiên họp, nhóm nghiên cứu đã báo cáo hiệu lực bảo vệ của vắc xin và được hội đồng thông qua. Theo lịch trình dự kiến, Hội đồng đạo đức trong nghiên cứu y sinh quốc gia sẽ gửi văn bản đề nghị Bộ Y tế và tuần sau, Hội đồng tư vấn cấp phép thuốc và nguyên liệu làm thuốc sẽ họp để xem xét vắc xin Nanocovax.
Ngày 23 tháng 3 năm 2022, một thành viên nhóm nghiên cứu thử nghiệm lâm sàng Nanocovax cho biết sau 3 giai đoạn thử nghiệm, có gần 14.000 người đã được tiêm vắc xin Nanocovax các mức liều, trong đó riêng giai đoạn 3b có 12.003 người tham gia.

## Triển khai
Giá mỗi liều vắc-xin chỉ khoảng 120.000 đồng hay khoảng 5,2 đô la Mỹ. Nanogen hiện tại có khả năng sản xuất được 10 đến 20 triệu liều mỗi năm. Công ty dự định tăng công suất lên 50-70 triệu liều mỗi năm để đáp ứng nhu cầu trong nước.
Vắc-xin Nanocovax có thể được sẵn sàng cung cấp cho công chúng vào nửa cuối năm 2021 nếu cho thấy được hiệu quả. Theo lời một đại diện của Nanogen trả lời Nikkei Asia, nếu chính phủ có quyết định khẩn cấp, vắc-xin có thể được cung ứng vào tháng 5. Vào ngày 26 tháng 3 năm 2021, Thứ trưởng Bộ Khoa học và Công nghệ Phạm Công Tạc cùng Phó Thủ tướng Vũ Đức Đam đã được tiêm liều thứ hai vắc-xin Nanocovax.